# Velîka Andronivka, Skadovsk
Velîka Andronivka (în ucraineană Велика Андронівка) este un sat în comuna Șîroke din raionul Skadovsk, regiunea Herson, Ucraina.

## Demografie
Componența lingvistică a localității Velîka Andronivka
     Ucraineană (94,15%)
Conform recensământului din 2001, majoritatea populației localității Velîka Andronivka era vorbitoare de ucraineană (94,15%), existând în minoritate și vorbitori de armeană (5,85%).